# دورن (گوایاس)
دورن (به اسپانیایی: Durán) یک منطقهٔ مسکونی در اکوادور است که در استان گوایاس واقع شده‌است. دورن ۵۹٫۰۰ کیلومتر مربع مساحت و ۲۳۵٬۷۶۹ نفر جمعیت دارد و ۴ متر بالاتر از سطح دریا واقع شده‌است.